# Bisdom Massa Marittima-Piombino
Het bisdom Massa Marittima-Piombino (Latijn: Dioecesis Massana-Plumbinensis; Italiaans: Diocesi di Massa Marittima-Piombino) is een in Italië gelegen rooms-katholiek bisdom met zetel in de stad Massa Marittima in de provincie Grosseto in de regio Toscane. Het bisdom behoort tot de kerkprovincie Siena-Colle di Val d’Elsa-Montalcino en is suffragaan aan het aartsbisdom Siena-Colle di Val d’Elsa-Montalcino.

## Geschiedenis
De eerste bisschop van Populonia was Atellus rond 495. Nadat de stad Populonia langzaam in verval raakte werd de bisschopszetel in de 11e eeuw verhuisd naar Massa Marittima. Op 14 mei 1978 werd de naam gewijzigd naar het huidige Massa Marittima-Piombino. Populonia is tegenwoordig een titulair aartsbisdom.

## Bisschoppen van Massa Marittima-Piombino
- 9 juli 1994 - 21 november 1998: Gualtiero Bassetti
- 28 oktober 1999 - 19 mei 2010: Giovanni Santucci
- 15 december 2010 - heden: Carlo Ciattini

## Galerij

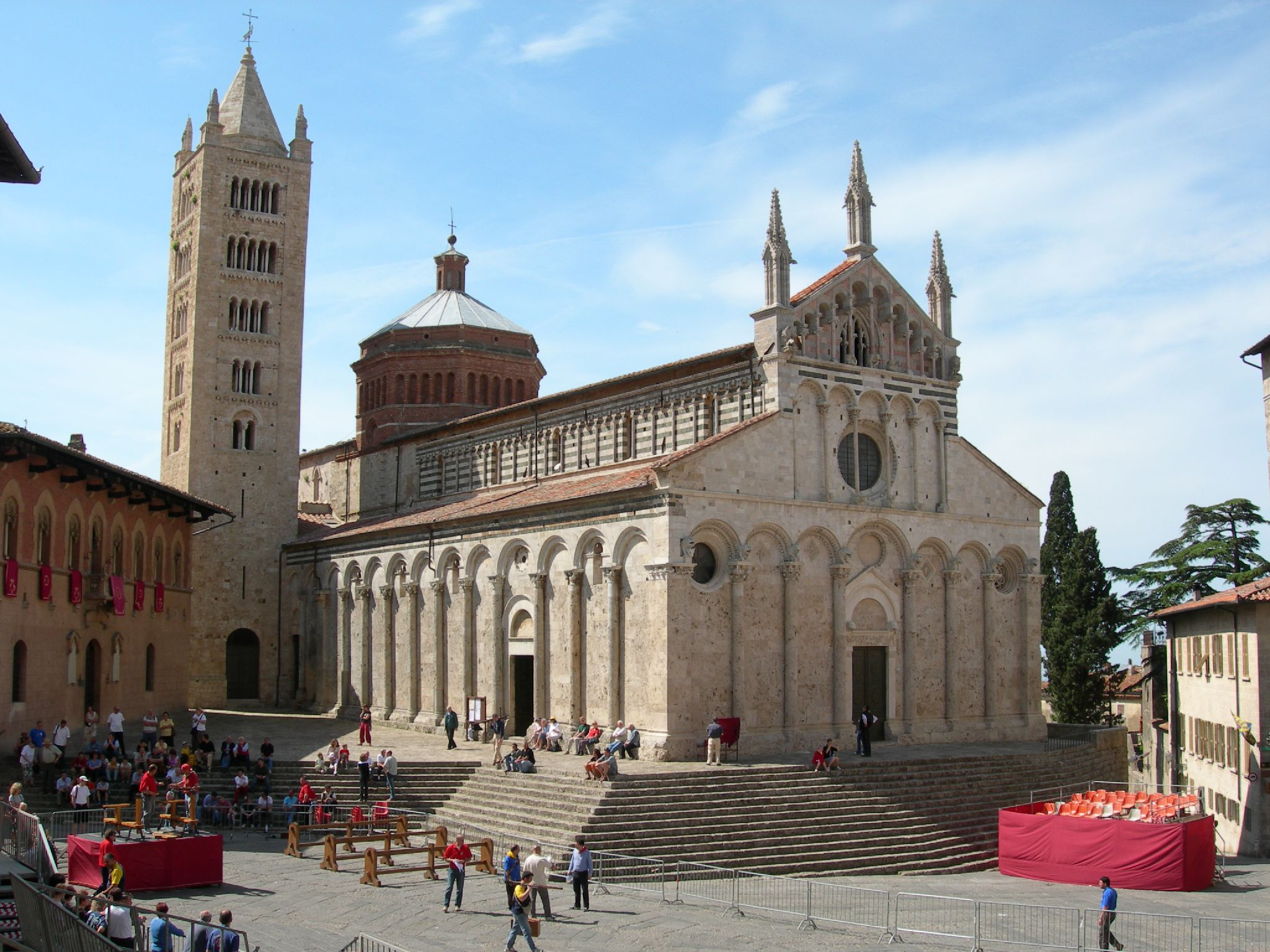
Kathedraal van Massa Marittima
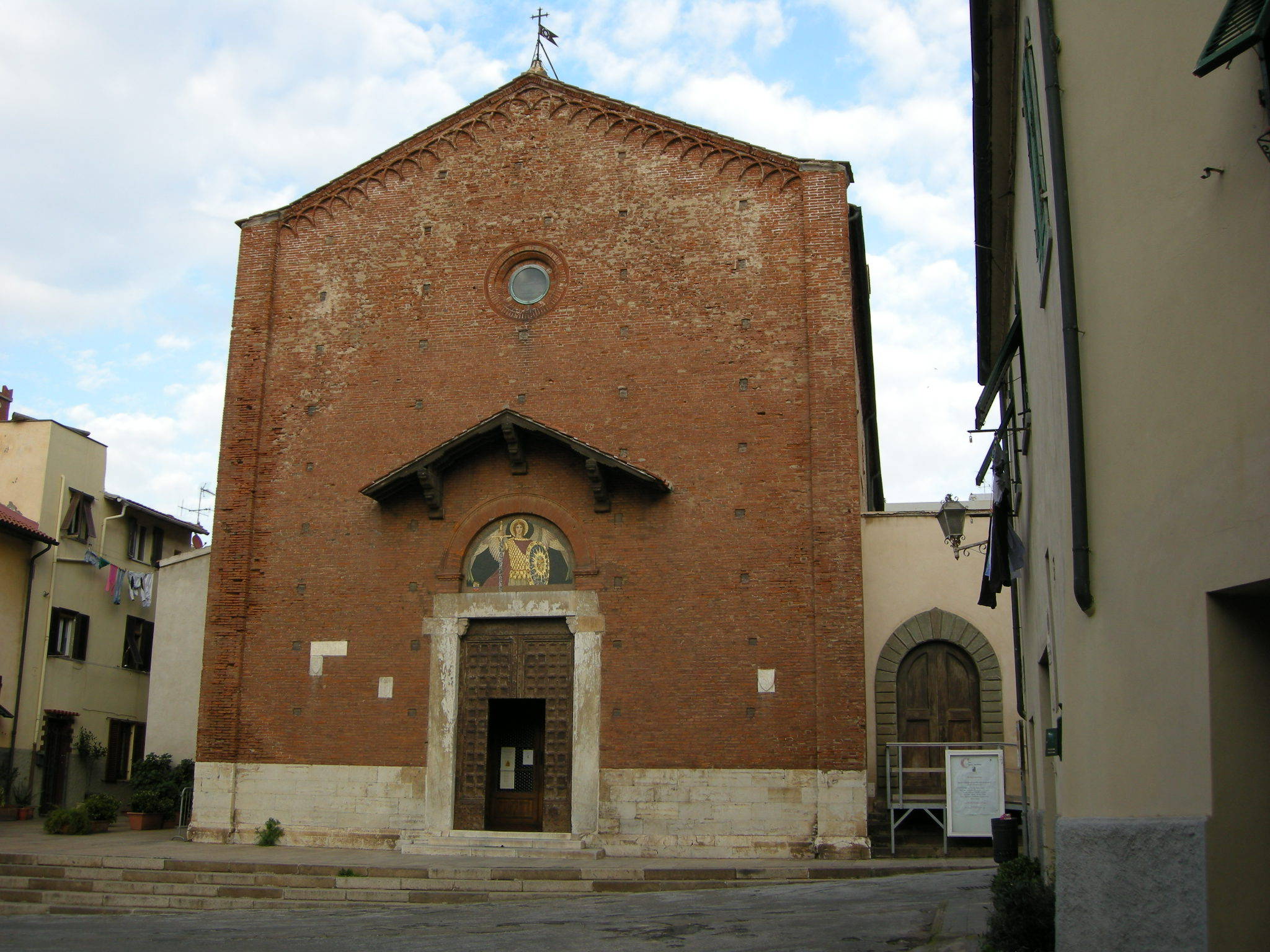
Co-kathedraal van Piombino